# Рози, Джанфранко
Джанфранко Рози (итал. Gianfranco Rosi; 30 ноября 1963, Асмэра, Эритрея) — итальянский режиссёр документального кино, сценарист и кинооператор.

## Биография
Родился в Асмэре, Эритрея (в тот период — провинция Эфиопии). Из-за начавшейся войны за независимость в возрасте 13 лет был эвакуирован военным самолётом один, без своих итальянских родителей, в Италию, некоторое время жил в Риме и Стамбуле, в 1980-е годы переехал в Нью-Йорк, где окончил киношколу при Нью-Йоркском университете. Имеет двойное гражданство — Италии и США.
В своих фильмах Рози выступает одновременно в нескольких ролях, в большинстве случаев — в качестве режиссёра, сценариста и оператора, несколько раз продюсировал свои картины.
В 1993 году снял свой первый фильм среднего метража — «Лодочник» — о своём плавании в лодке по реке Ганг и знакомстве с индийскими религиозными учениями. Первой полнометражной лентой режиссёра стала документальная картина 2008 года «Ниже уровня моря» (о жизни общины бездомных пост-битников в калифорнийской пустыне), отмеченная на многих кинофестивалях (в частности, удостоена премии жюри «Горизонты» за лучший документальный фильм на 65-м Венецианском кинофестивале). В 2010 году снял фильм-интервью с киллером мексиканской наркомафии из Сьюдад-Хуареса под названием «Наёмный убийца — камера 164».
В 2013 году новый фильм Рози «Священная римская кольцевая» получил «Золотого льва» 70-го Венецианского кинофестиваля. По мнению критики, картина вызывает ассоциации с книгой Итало Кальвино «Невидимые города». Сам Рози заявил, что хотел рассказать историю, выходящую за пределы повседневности, о нарастающем в Италии кризисе идентичности отдельно взятого человека.
В 2016 году документальный фильм Рози «Море в огне» о проблемах нелегальной иммиграции, снятый на острове Лампедуза, куда в первую очередь добираются беженцы с африканского континента, стремящиеся попасть на территорию Евросоюза, получил на 66-м Берлинском кинофестивале «Золотого медведя», а 26 сентября 2016 года был отобран для представления Италии в категории «Лучший документальный полнометражный фильм» премии «Оскар». 10 декабря во Вроцлаве фильму присуждена Премия Европейской киноакадемии как лучшему документальному фильму.
В 2020 году документальный фильм Рози «Всенощная» о судьбе восьми реальных человек на современном Ближнем Востоке, живущих в условиях боевых действий против Исламского государства и гражданской войны в Сирии, был отобран в основной конкурс 77-го Венецианского кинофестиваля.

## Фильмография
- Лодочник / Boatman (1993)
- Послесловие / Afterwords (2001) — режиссёр, кинооператор
- Одержимый лицом / Face Addict (2005) — кинооператор
- Ниже уровня моря / Below Sea Level (2008) — режиссёр, автор сюжета, сценарист, кинооператор, звукооператор, продюсер
- Наёмный убийца — камера 164 / El sicario — Room 164 (2010) — режиссёр, автор сюжета, сценарист, кинооператор, звукооператор, продюсер
- В соавторстве с Ренато Николини: Много возможных вариантов будущего / Tanti Futuri Possibili (2012) — режиссёр, автор сюжета, сценарист
- Священная римская кольцевая / Sacro GRA (2013) — режиссёр, сценарист, кинооператор, звукооператор
- Море в огне / Fuocoammare (2016) — режиссёр, автор сюжета, сценарист, кинооператор, звукооператор, продюсер
- Всенощная[итал.] / Notturno (2020) — режиссёр, сценарист, кинооператор, продюсер
- В пути / In viaggio (2022)